# Acanthamoeba

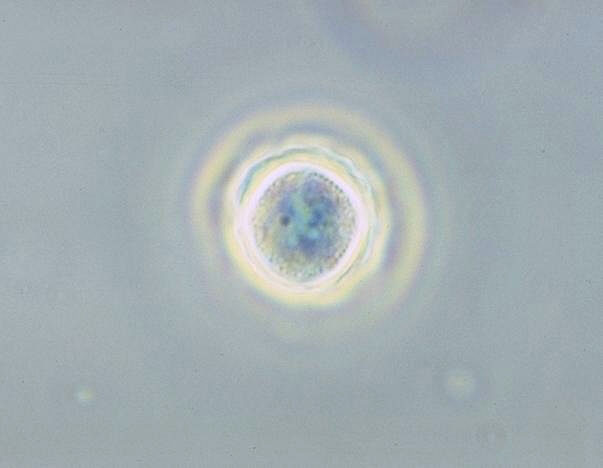
Phasenkontrastaufnahme einer Zyste von Acanthamoeba polyphaga

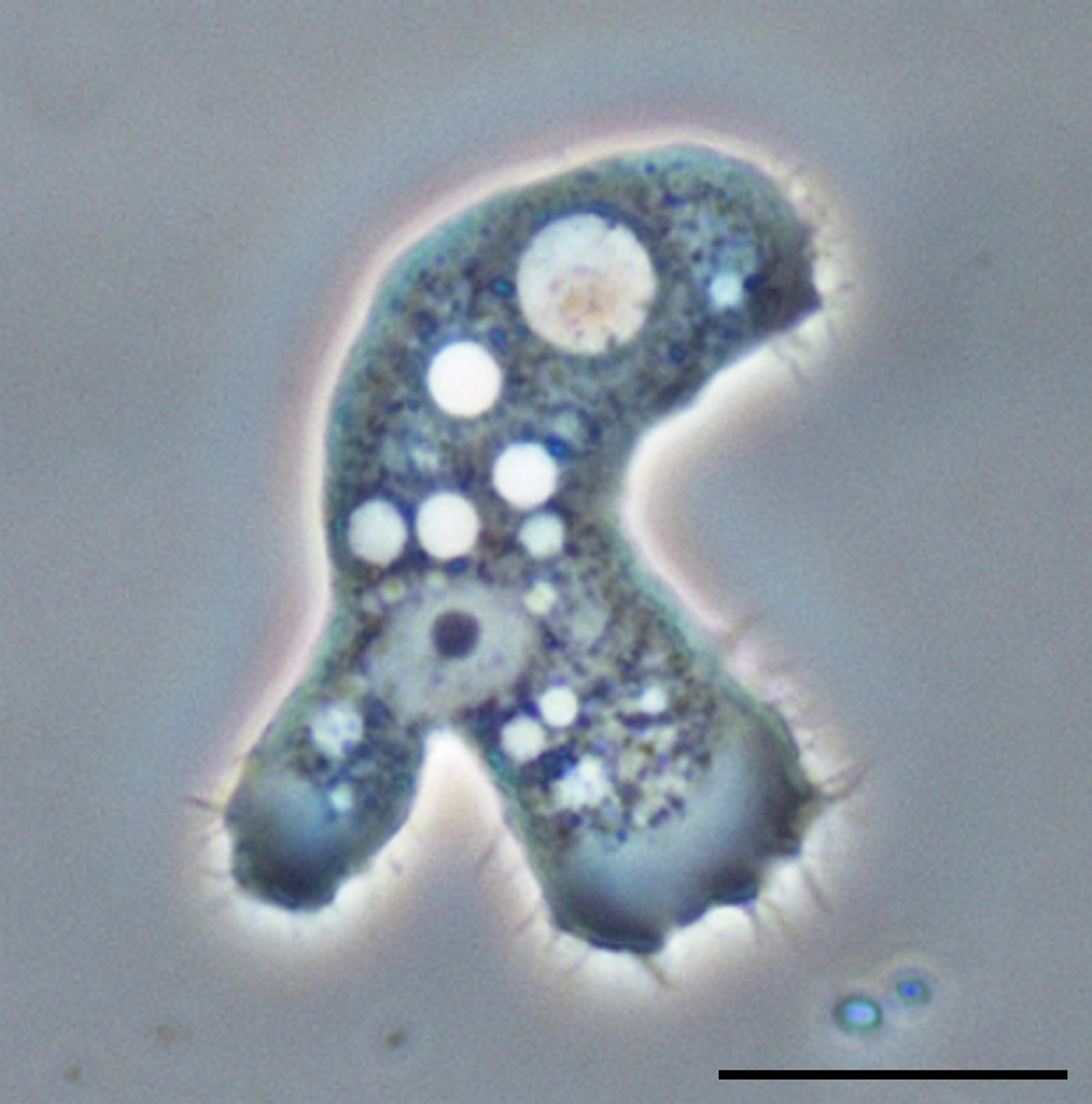
Trophozoit von Acanthamoeba sp. mit charakteristischen Acanthopodien. Phasenkontrast, Balken: 10 µm.

Acanthamoeba ist eine Gattung von Amöben, die im Erdboden und Süßwasser leben. Sie können im Menschen und in anderen Tieren Infektionen bzw. Parasitosen auslösen.

## Merkmale
Acanthamoeba-Arten kommen in zwei Lebensphasen vor: als aktive, freilebende Amöbe, Trophozoit genannt, mit etwa 13 bis 23 Mikrometer Durchmesser, und als dauerhaftes Ruhestadium oder Zyste. Der Namensbestandteil „acanth“, abgeleitet von altgriechisch acanthos: Dorn, Stachel, verweist auf stachelartige Bildungen der Oberfläche der Trophozoiten, die Acanthopodien, eine besondere Form der Scheinfüßchen oder Pseudopodien. Acanthopodien sind meist relativ kurze, dorn- oder fingerförmige Ausstülpungen des Zellkörpers, die an beliebigen Stellen der Zelle ausgestülpt und wieder resorbiert werden können. Sie sind bedeutsam für die Adhäsion an Oberflächen, die Fortbewegung und die Nahrungsaufnahme der Amöben. Sie erhalten ihre Struktur und Form durch zytoskelettäre Elemente, vor allem Mikrofilamente von Aktin. Die Amöben sind zu rascher Bewegung imstande und erreichen Geschwindigkeiten bis 0,8 Mikrometer pro Sekunde. Im Inneren des Zellkörpers sind Vakuolen verschiedener Form und Funktion erkennbar. Nahrungsvakuolen dienen zum Verschlingen von Nahrungspartikeln durch Phagocytose, Lysosomen deren Verdauung. Kontraktile Vakuolen sind Elemente der Osmoregulation, die überschüssiges Wasser ausscheiden. Die größte Organelle, der Zellkern, nimmt normalerweise etwa ein Sechstel der Größe des Trophozoiten ein. Acanthamoeba ist normalerweise einkernig, als seltene Abweichung wurden aber auch mehrkernige Zellen beobachtet. Eine Besonderheit der Zellmembran von Acanthamoeba ist das Biopolymer Lipophosphonoglycan, einer Verbindung von Amino-Phosphonaten, Galactosamin und verschiedener Zuckermoleküle.
Widrige Umweltbedingungen führen dazu, dass der Trophozoit sich in eine doppelwandige Zyste einkapselt. Die äußere Wand der Zyste besteht dabei vorwiegend aus Proteinen und Polysacchariden. Die innere Wand enthält das Polysaccharid Zellulose. Beide Wände sind durch einen Zwischenraum voneinander getrennt. Der encystierte Zellkörper steht über Fortsätze, die beide Wände durchmessen, mit der Außenwelt in Verbindung. Diese besitzen außen kleine Öffnungen (Ostiolen), die im Zentrum durch deckelförmige Opercula geschützt sind. Die Einkapselung wird ausgelöst durch Nahrungsmangel, aber auch durch unzuträgliches chemisches Milieu und Sauerstoffmangel (Hypoxie). Zysten können Austrocknung überleben und waren unter bestimmten Bedingungen noch nach 50 Jahren zur Wiederumwandlung in Trophozoiten befähigt. Ausgetrocknete Zysten sind in der Umgebungsluft nicht selten und werden mit dem Wind verbreitet. Für die Encystierung und das Abwerfen der Zystenwand sind u. a. Rezeptoren verantwortlich, die den Nährstoffgehalt des Umgebungsmediums messen.

## Arten
Die Taxonomie der Gattung Acanthamoeba ist verworren, so dass kaum anzugeben ist, wie viele und welche Arten existieren. Die Typusart der Gattung, Acanthamoeba castellanii, wurde (als Hartmannella castellanii) 1930 in einer Zellkultur des Hefepilzes Cryptococcus pararoseus entdeckt. Ein Jahr später stellte der in Paris forschende Biologe Michel Volkonsky für die Art, auf Grundlage der doppelwandigen Zyste und des zugespitzten Spindelapparats bei der Mitose für sie die Gattung neu auf. Spätere Bearbeiter verneinten den taxonomischen Wert des Spindelapparats, so dass die Gattung ausschließlich aufgrund der Zyste diagnostiziert wurde. Seit den 1930er Jahren wurden nach und nach 18 neue Arten beschrieben, deren Diagnose ausschließlich auf der Form und Ausbildung der Zysten beruhte. Nach der Zystenform wurden drei Artengruppen aufgestellt.
Modernere, phylogenomische Untersuchungen (Untersuchungen von Verwandtschaftsbeziehungen anhand des Vergleichs homologer DNA-Sequenzen, vor allem der mitochondrialen DNA) erwiesen die Monophylie der Gattung. Ihre Schwestergruppe ist danach die Gattung Balamuthia (mit der einzigen Art Balamuthia mandrillaris). Innerhalb der Gattung erwies sich das Bild aber als unklar. Es konnten anhand DNA 15 Sequenztypen unterschieden werden, die sich aber nicht mit den klassischen, anhand der Zystenmorphologie umschriebenen Arten decken. Von den drei Artengruppen der klassischen Morphologie erwies sich nur eine als monophyletisch. Zahlreiche klassische Arten, darunter die Typusart Acanthamoeba castellanii, waren nach den DNA-Daten polyphyletisch, d. h. künstlich zusammengefügte Gruppen ohne nähere innere Verwandtschaft. Weiter verkompliziert wurde das Bild dadurch, dass zwei Arbeitsgruppen noch jeweils einen neuen, untereinander aber verschiedenen Sequenztyp entdeckten, den sie beide T16 nannten; dieser Name ist dadurch nun doppelt vergeben. In der Praxis werden heute deshalb innerhalb der Gattung normalerweise keine Arten mehr unterschieden, sondern die untersuchten Stämme (analog zu Bakterienstämmen) werden nur jeweils einem der Sequenztypen zugeteilt. Weiter verkompliziert wird das Bild dadurch, dass auch die krankheitserregenden (pathogenen) Stämme von Acanthamoeba weit und ohne Regelmäßigkeit über die 17 Sequenztypen verteilt sind. So ist der Sequenztyp T4 gleichzeitig der häufigste Pathogen wie auch in Böden am weitesten verbreitet.

## Verbreitung
Vertreter von Acanthamoeba sind weltweit verbreitet und in allen Lebensräumen (ubiquistisch) in Böden und in Süß- und Salzwasserbiotopen anzutreffen, sie gehört zu den häufigsten bodenlebenden Protisten überhaupt. Die Gattung besitzt möglicherweise eine große Bedeutung für den Umsatz von Nährstoffen in Böden. Obwohl sie alle Arten organischer Substanz phagozytieren und nutzen können, besteht ihre prinzipielle ökologische Bedeutung vor allem im Abweiden von Bakterien, wodurch sie Bakterienpopulationen zu verstärktem Wachstum und Stoffumsatz anregen. Daneben ist die Gattung als opportunistischer Krankheitserreger, auch beim Menschen, bekannt und in dieser Rolle weitaus intensiver erforscht worden.

## Pathogenität
Acanthamoeben können die Acanthamoebenkeratitis auslösen, eine Infektion des Auges. Zudem sind sie die Erreger der Granulomatösen Amöben-Encephalitis, auch Acanthamöbiasis genannt.

## Therapie
Eine durch Acanthamoeba verursachte Parasitose kann mit Polyhexamethylenbiguanid oder Propamidin-Isoethionat behandelt werden. Zusätzlich erfolgt die Gabe von Neomycin-Polymyxin-B-Gramidin, Propamidin-Isothionat-Salbe und ggf. Voriconazol. Auch Liposomales Amphotericin B ist wirksam.

## Bakterielle Endosymbionten und Parasiten
Mehrere humanpathogene (beim Menschen Krankheiten verursachende) Bakterienarten, sind auch in der Lage, Acanthamoeba-Arten zu infizieren und sich in ihnen zu vermehren,
darunter Legionellen wie Legionella pneumophila und ähnliche Erreger, Pseudomonas aeruginosa,
sowie Stämme von Escherichia coli und Staphylococcus aureus.
Für einige dieser Bakterien wurde die Vermehrung im Inneren von Acanthamoeba mit einem verstärkten Wachstum auch in Makrophagen und einer erhöhten Resistenz gegen einige Antibiotika in Verbindung gebracht.
Aufgrund der großen Häufigkeit (Prävalenz) von Acanthamoeba in der Umwelt gibt es den Verdacht, dass diese Amöben als Umweltreservoir für derartige menschliche Krankheitserreger dienen könnten.

## Viren
Mitglieder der Gattung Acanthamoeba werden von verschiedenen Viren der Klade Mimiviridae Gruppe I (Unterfamilie Megamimivirinae inklusive Gattung Mimivirus) parasitiert; neben der Gattung Mimivirus insbesondere von den Gattungen Megavirus und Moumouvirus. Umgekehrt werden Acanthamöben gerne benutzt, um diese Viren in Co-Kultur zu kultivieren. Prominentestes Beispiel ist Acanthamoeba-polyphage-Mimivirus (ApMV, wiss. Mimivirus bradfordmassiliense).
Andere Acanthamoeba-Viren gehören zur Familie Marseilleviridae, Mamonoviridae (alias Medusaviride) oder zu bisher noch nicht klassifizierten Gruppen („Pandoravirus“, „Pithovirus“, „Pacmanvirus“, „Mollivirus“), dazu kommen Virophagen (Klasse Maveriviricetes).
Laut Geballa-Koukoulas et al. (2022) sind die Acanthamoeba-Arten heute die Protisten mit der größten Vielfalt an identifizierten Viren überhaupt (51 GenBank-Einträge voll oder teilweise sequenzierter Virusgenome).
Details finden sich bei den genannten Virusgattungen.

## Sonstiges
Im Jahr 2012 ist die Gattung Acanthamoeba von der Deutschen Gesellschaft für Protozoologie zum Einzeller des Jahres gekürt worden.